# フィン・ヴィーザウー
フィン・ヴィーザウー（Finn Viderø 出生名ポウルスン Poulsen 1906年8月15日 - 1987年3月13日）は、デンマークのオルガニスト。主にオルガン作品の録音により、国外でも名前を知られるようになったオルガニストの草分け的存在のひとりである。
シェラン島のネストヴェズに生まれた。1928年から1941年にかけてコペンハーゲンの改革派教会（英語版）、1942年から1947年にはイェーヤスボー教会、1947年から1971年はトリニタティス教会、1971年から1971年までコペンハーゲンの聖アンドレーアス教会のオルガニストを務めた。またイェール大学の客員講師であり、フィンランドの王立オーボ・アカデミーからは名誉博士号を贈られていた。1933年にオーロフ・レングと共同で広く用いられるオルガンの入門書を出版している。ヴィーザウーは妥協のないオルガン演奏を行う人物であり、その音楽の解釈は可能な限り忠実な形で作曲者の意図を確実、芸術的、かつ歴史的に表現したものであると信じる者も数多くいた。コペンハーゲンで生涯を終えている。